# Cowboy (film 1958)
Cowboy è un film del 1958 diretto da Delmer Daves.

## Trama
Frank Harris è l'impiegato di un hotel di Chicago che sogna di essere un cowboy e si è innamorato di Maria, la figlia di un ospite dell'hotel, l'allevatore messicano di bestiame Vidal. Quando quest'ultimo si accorge dei sentimenti di Harris, gli impone di tenersi lontano da Maria.
Tom Reece conduce una trattativa con Vidal per condurre il branco in Messico. Allorché Reece perde tutti i suoi guadagni al gioco, Harris coglie l'opportunità di realizzare il suo sogno (e rivedere Maria) offrendo a Reece tutti i suoi risparmi per diventarne socio nell'impresa; Reece accetta.
Il giorno dopo, quando Harris si presenta alla partenza, Reece tenta di sottrarsi ai suoi obblighi non volendo impelagarsi con un dilettante nell'impresa, ma Harris lo costringe a mantenere la parola data il giorno prima. Durante il viaggio verso il ranch di Vidal, Harris si rende conto che la vita del cowboy non è proprio ciò che egli si attendeva. Reece lo minaccia severamente ma Harris tiene duro e Reece incomincia ad apprezzarlo.
Giunti a destinazione, Harris rimane sconvolto alla notizia che il padre ha costretto Maria a sposare un certo Manuel Arriega. Quando Arriega li vede insieme, intima ad Harris di tenersi alla larga da Maria. Durante una fiesta, Arriega esegue un pericoloso gioco: infila un anello su un corno di un toro dal suo cavallo, sfidando gli americani a fare altrettanto. Harris accetta la sfida, ma non così Reece, che declina l'invito, piazzando l'anello da appiedato per non rischiare di ferire il proprio cavallo.
Rientrando con una mandria a Chicago, il matrimonio di Maria tormenta Harris, che diviene duro e intransigente con gli altri cowboy del gruppo, esattamente come Reece aveva fatto con lui durante il viaggio di andata. Quest'ultimo gli dà dei consigli, ma Harris si rifiuta di dargli retta. Dopo che Reece gli ha salvato la vita, Harris si libera di lui. Alla fine del viaggio, essi s'impadroniscono clamorosamente di parte dell'hotel ove Harris lavorava, con gran sorpresa del suo ex capo.